# Marcus de Fonseca
Marcus de Fonseca (ur. ?, zm. ?) – XVIII-wieczny dyplomata i polityk rodem z Hiszpanii.
Początkowo służył królowi Hiszpanii Karolowi II Habsburgowi, po czym przeszedł na służbę austriacką.
W roku 1715 w Brukseli pracował nad umową handlową między Wielką Brytanią a Republiką Zjednoczonych Prowincji.
W Brukseli (wówczas: Niderlandy Austriackie – dziś Belgia) przewodniczył Radzie Finansów (Raad van Financiën) te Brussel. Następnie „Belgowie” wysłali go w misje dyplomatyczną w Paryżu, gdzie przebywał pełniąc tę funkcję w latach 1720–1729.
W Paryżu reprezentował też dwukrotnie (w 1719 i w latach 1722–1730) jako Chargé d’affaires cesarza i Austrię. W latach 1731–1734 był Naczelnym Skarbnikiem Austriackich Niderlandów (thesaurier-generaal).